# Fredhällsbron
Fredhällsbron är en motorvägsbro i Stockholm och en del av Essingeleden. Bron leder över Mariebergssundet och finns i direkt anslutning till södra mynning av Fredhällstunneln och fortsätter till Lilla Essingen. Fredhällsbron är 270 meter lång och har en segelfri höjd på 7,5 meter. Namnet härrör från stadsdelen Fredhäll.

## Historik
Fredhällsbron är liksom Gröndalsbron och Essingebron ritad av arkitektföretaget Ahlgren-Olsson-Silow (AOS) och konstruerad av det kommunala aktiebolaget Gekonsult. Broförbindelsen är uppbyggd av två parallella broar som vilar på skivpelare.  Pelarna närmast Lilla Essingen grundlades på stålrörspålar som efter nedslagningen armerades och fylldes med betong. 
Broarnas överdelar (som körbanan vilar på) är utförda som kontinuerliga spännarmerade balkbroar, där tvärsnittet liknar en låda. Vid bygget användes  en stålställning som kunde flyttas fram efter varje gjutetapp. På ställningen byggdes själva gjutformen som försköts efter gjutning till nästa spann (30 meter). Under uppförandet av det västra brospannet gav stålställningen vika, vilket fick till följd att ett 30 meter långt spann av bron rasade ner i vattnet den 10 december 1964. Ingen kom till skada men olyckan försenade bygget med ett par månader. En olycka inträffade även vid bygget av Midsommarkransens viadukt, där omkom en arbetare.
Invigningen av brons östra körbana skedde samtidigt med Essingeleden den 21 augusti 1966, fortfarande med vänstertrafik. Västra brohalvan togs i trafik i samband med högertrafikomläggningen den 3 september 1967.

## Bilder

Byggarbeten
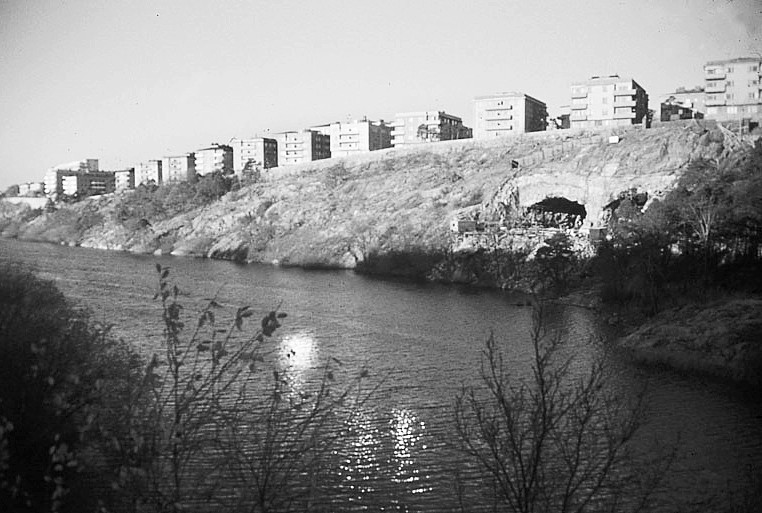
Sprängningar för Fredhällstunneln pågår, Fredhällsbron inte påbörjad än, 1962.
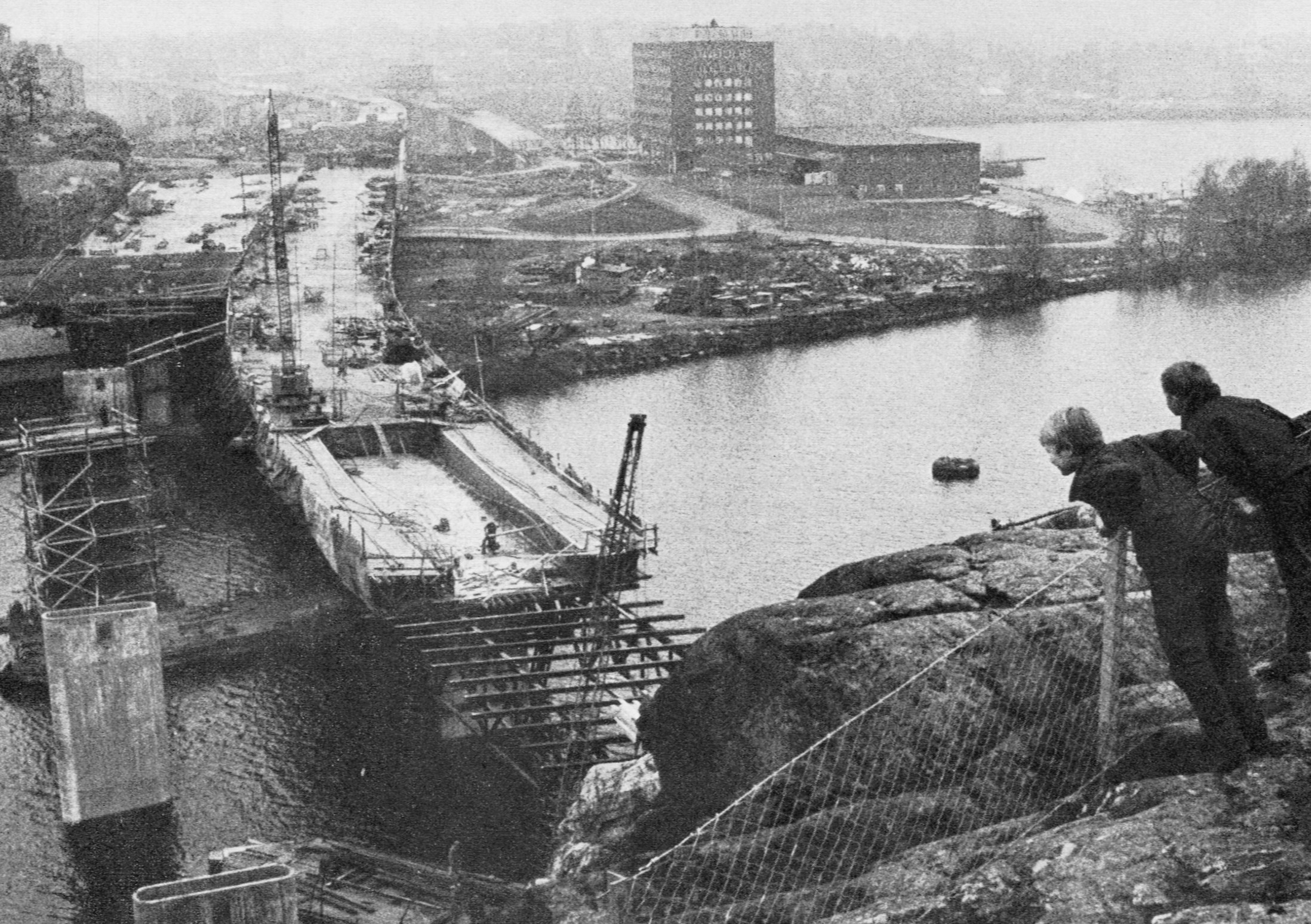
Fredhällsbron, västra brospannet kort före rasolyckan 1964.
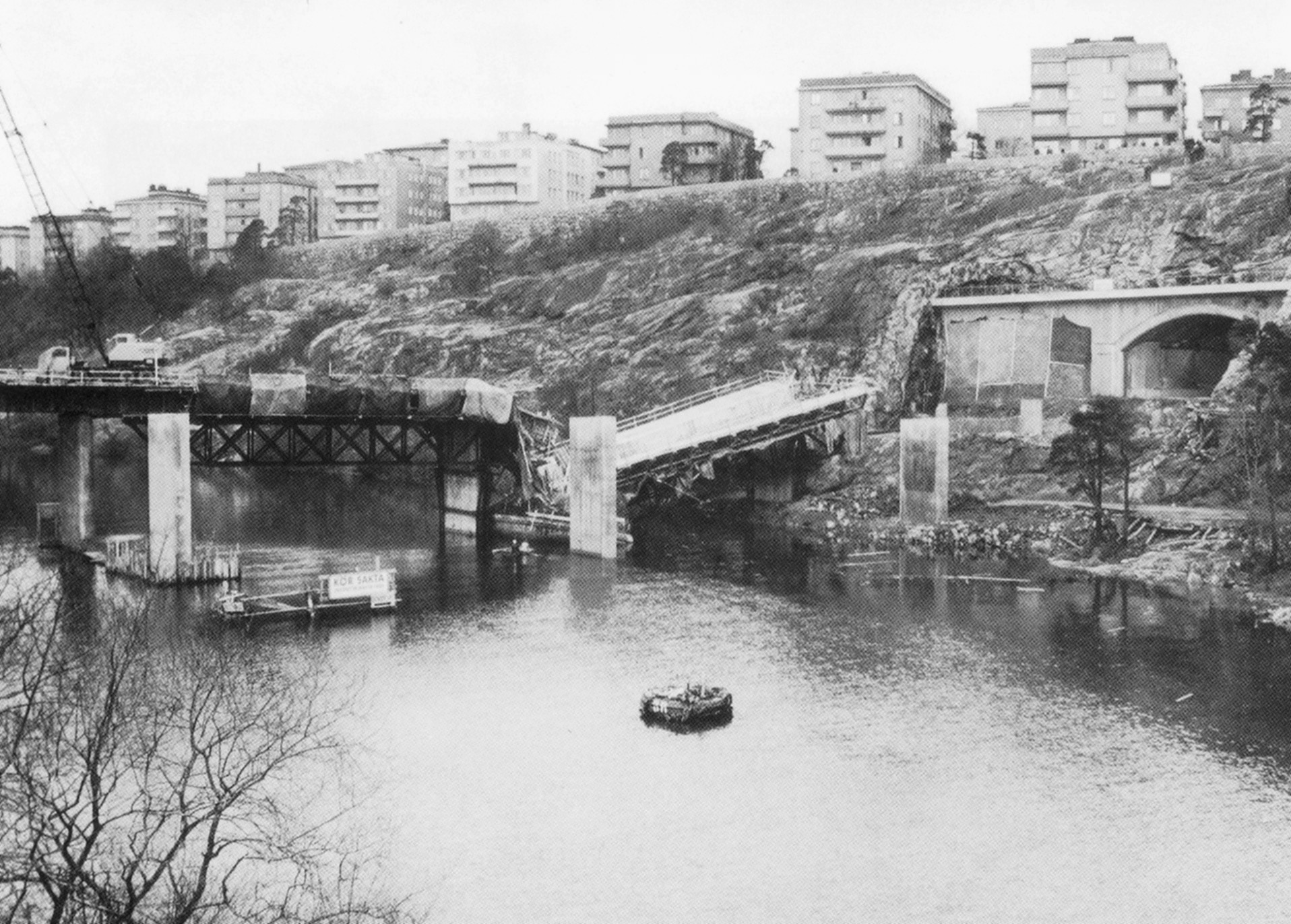
Rasolyckan, vy från Lilla Essingen, december 1964.
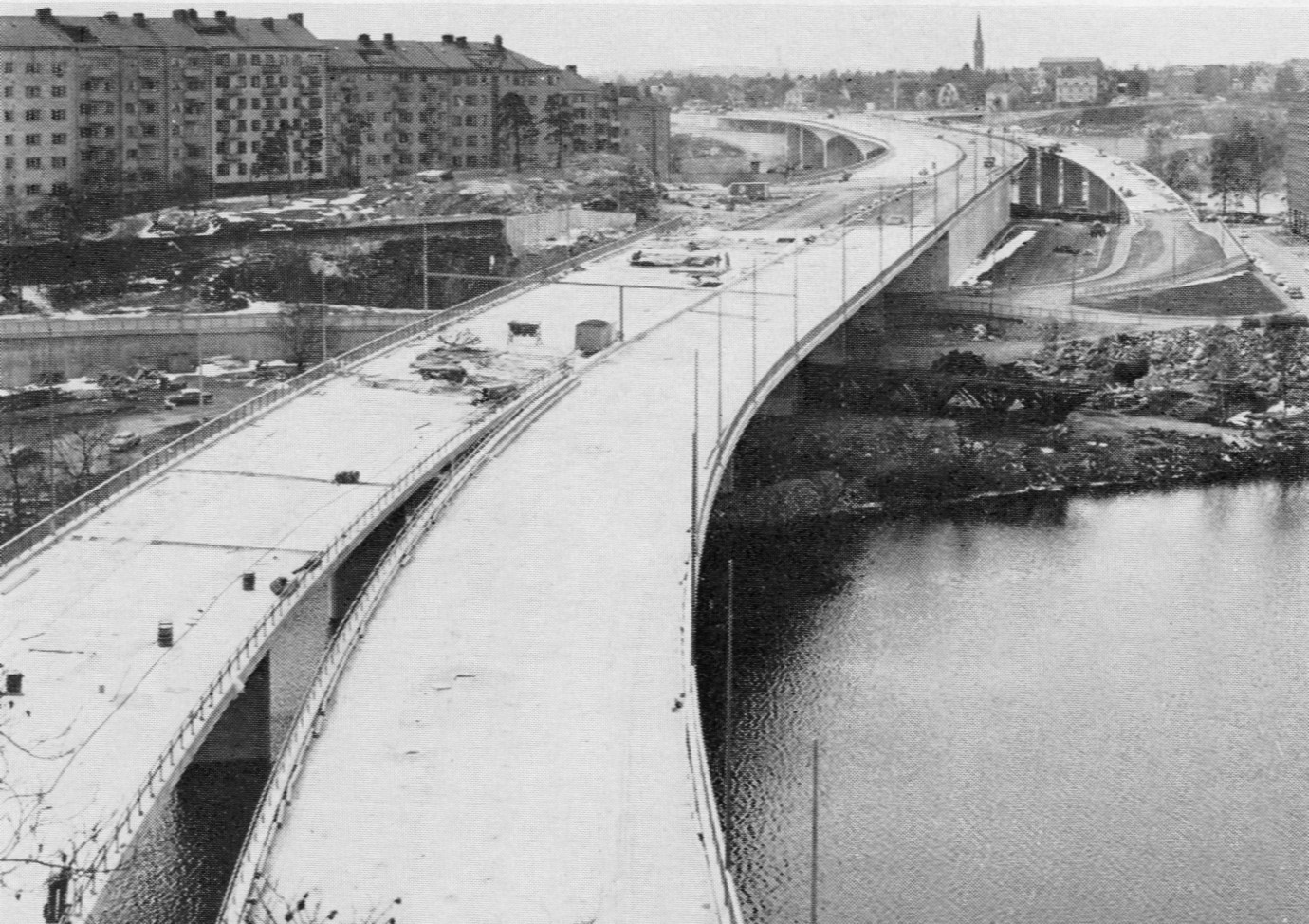
Båda körbanor i färdigt skick, 1966.

Färdiga bron
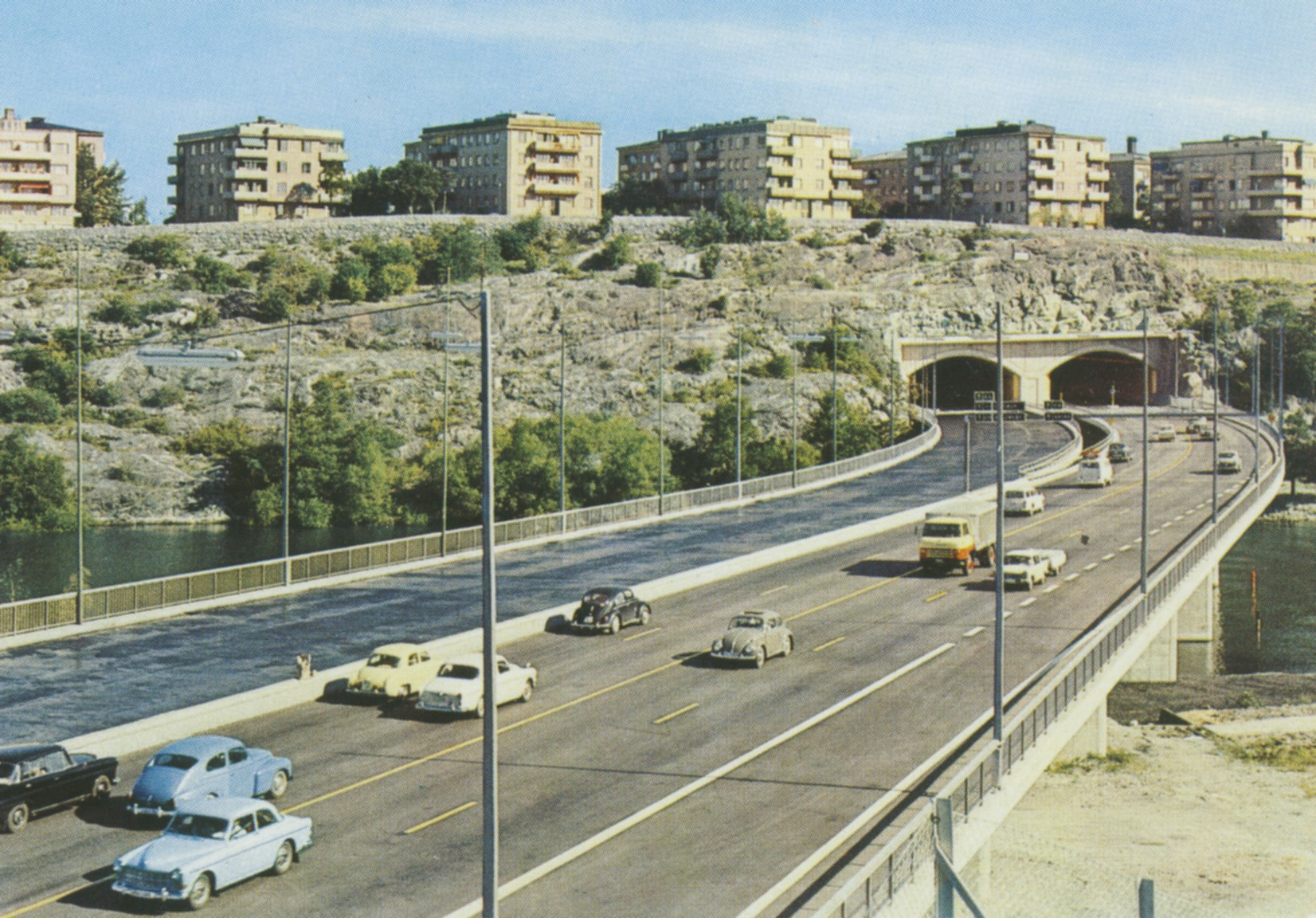
Fredhällsbron efter invigningen 1966.
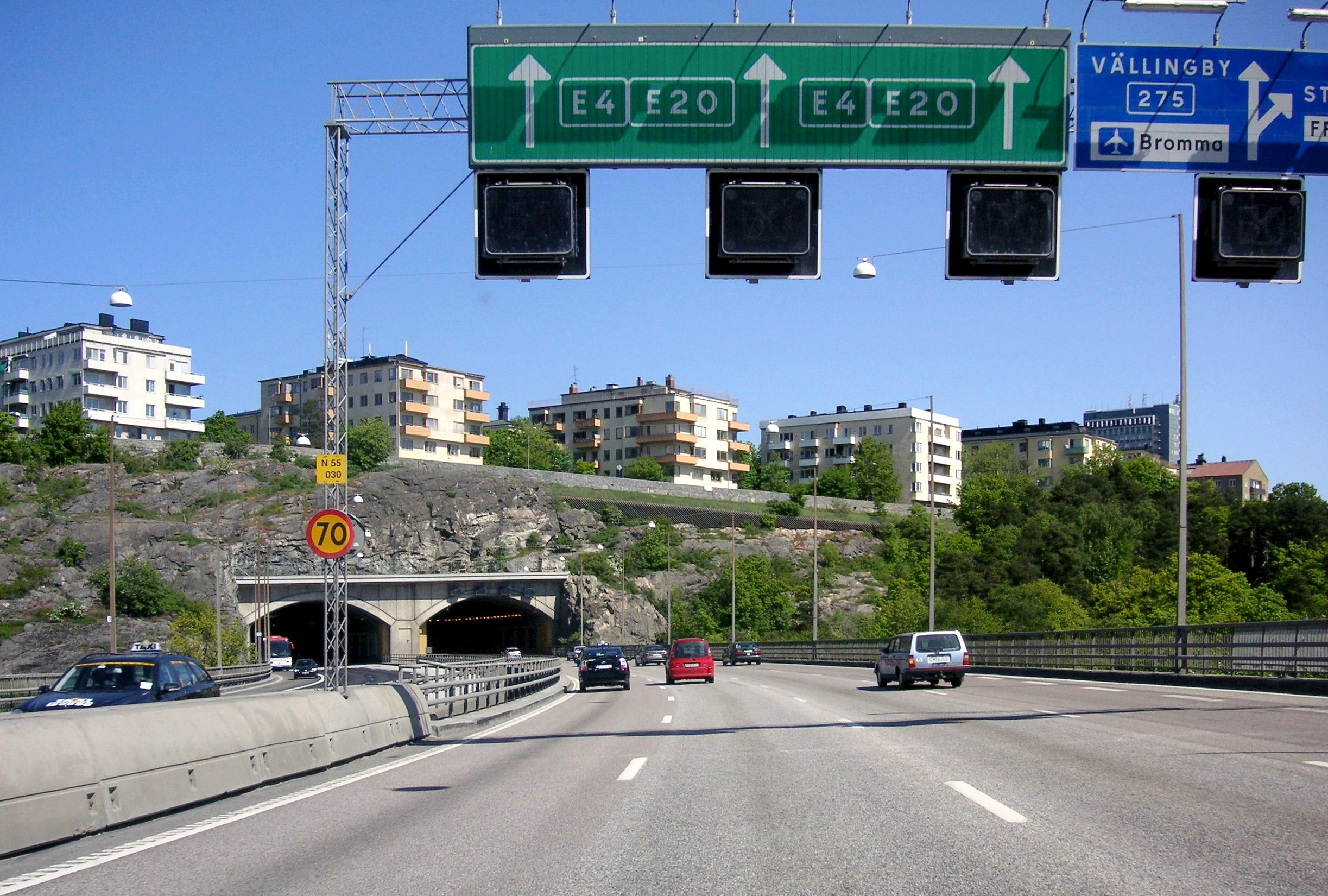
På bron norrut med Fredhällstunneln i fonden, 2008.
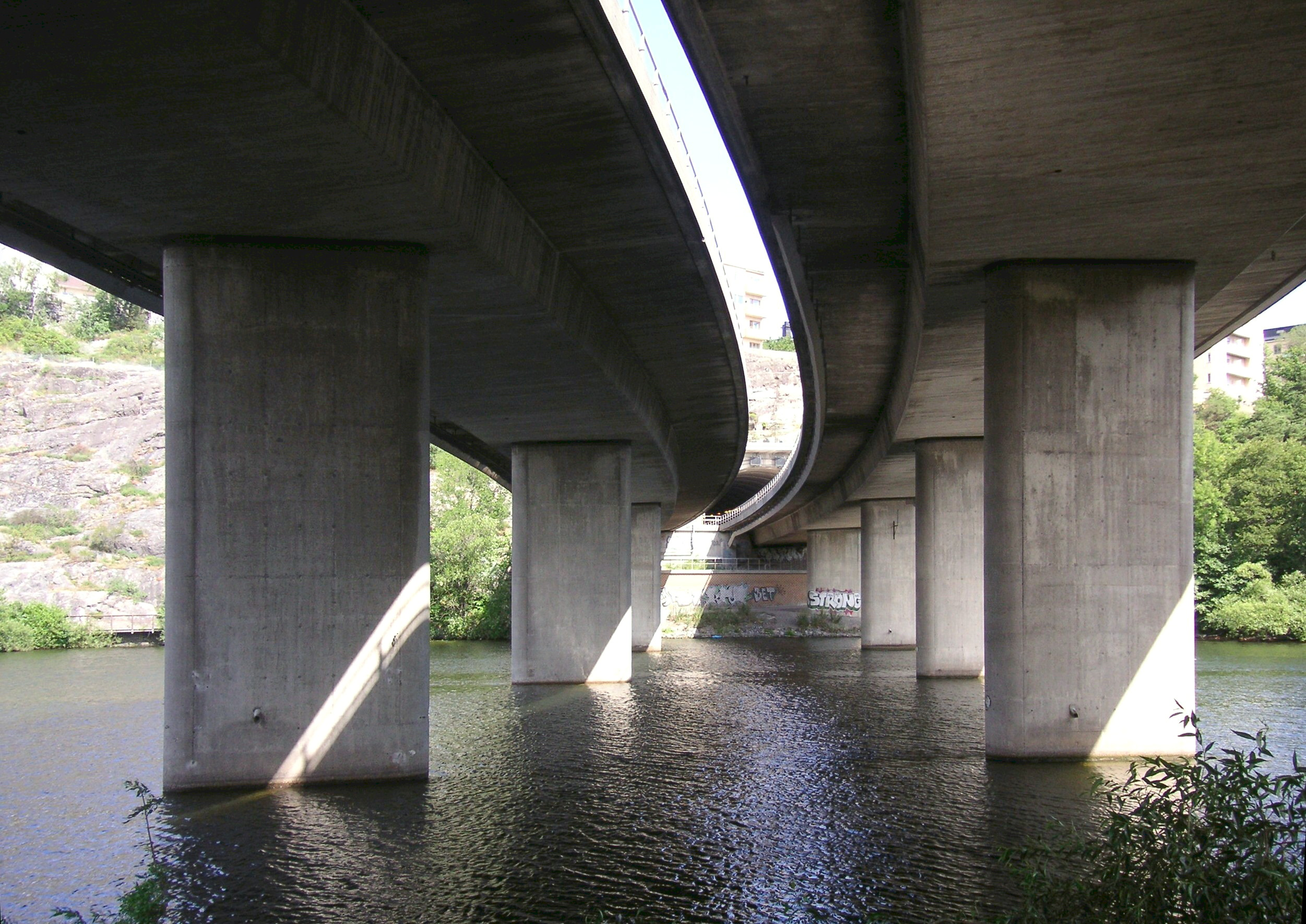
Fredhällsbrons skivpelare sedda från Lilla Essingen mot norr, 2008.
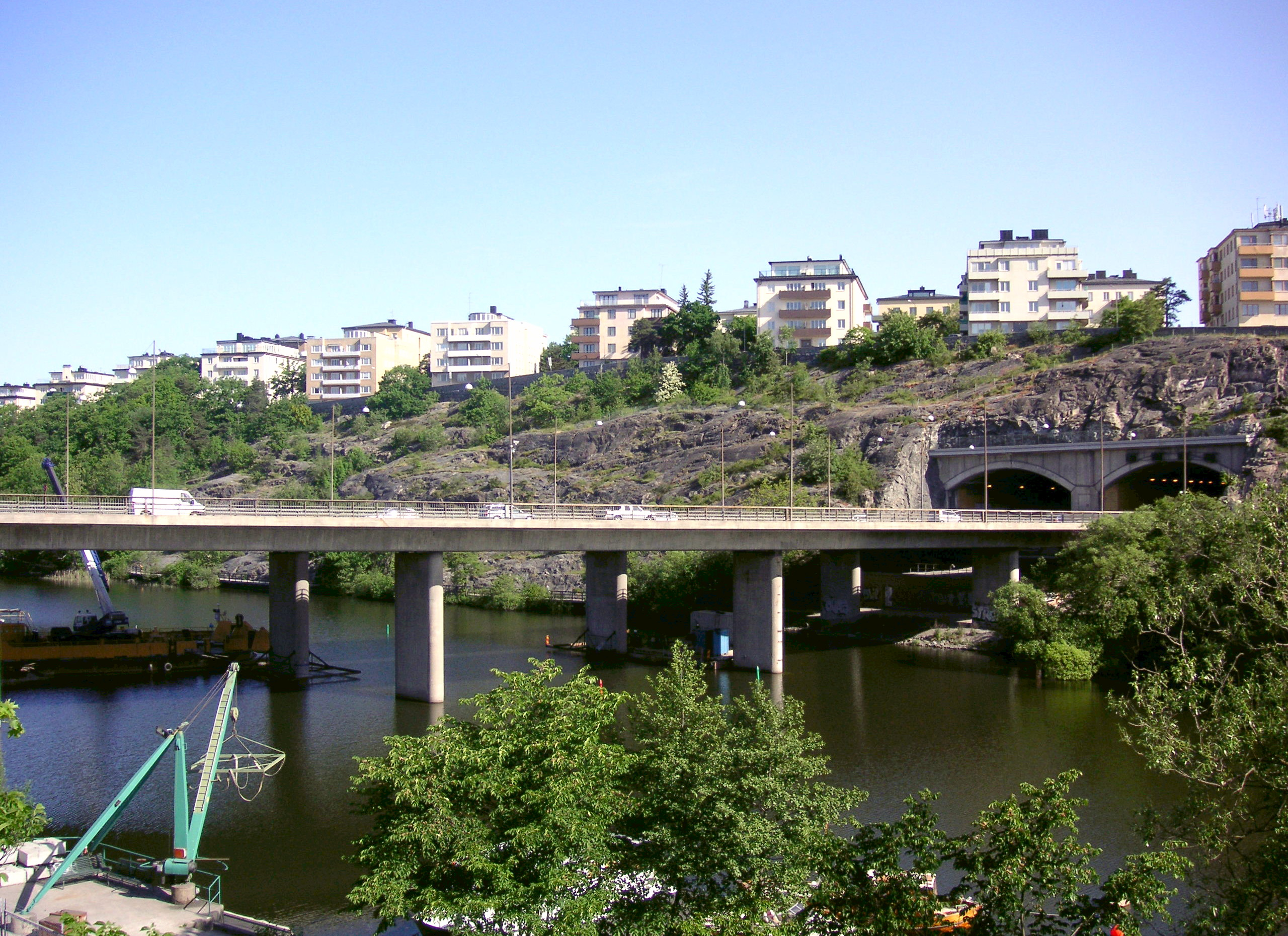
Fredhällsbron sedd från Lilla Essingen, 2008.